# Oliva de Plasencia
Oliva de Plasencia – gmina w Hiszpanii, w prowincji Cáceres, w Estramadurze, o powierzchni 88,73 km². W 2011 roku gmina liczyła 304 mieszkańców.